# ال بی ابوت
ال بی ابوت (انگلیسی: L. B. Abbott؛ ۱۳ ژوئن ۱۹۰۸ – ۲۸ سپتامبر ۱۹۸۵) یک هنرمند، و مدیر فیلم‌برداری اهل ایالات متحده آمریکا بود.